# 데이비드 셰프
데이비드 셰프(영어: David Sheff)은 미국의 작가이다. 뉴욕 타임스의 베스트 셀링 책에 선정 된 Clean: Overcoming Addiction and Ending America's Greatest Tragedy과 그의 회고록 뷰티풀 보이: 약물 중독에 빠진 아들을 구하려는 한 가족의 끝없는 사랑 이야기으로 알려졌다. 2009년 셰프는 타임스의 매거진 Time 100에서 발표한 세계에서 가장 영향력 있는 인물에 포함되었으며, 뷰티풀 보이는 엔터테인먼트 위클리에서 발표한 올해의 최고의 논픽션 책으로 선정되었다. 이 책은 또한 논픽션 책으로 Barnes & Noble의 Discover New New Writers Award을 수상했으며, 2008년 올해의 아마존 베스트 책으로 선정되었다.
그는 2013년 (CPDD) 미디어상 및 2013년 미국 중독의학협회 (ASAM) 미디어상을 수상했다.

## 개인 생활
셰프는 미국 매사추세츠주, 보스턴 출생으로 캘리포니아 대학교 버클리를 졸업했다. 셰프는 그의 아내인 카렌 바버는 예술가, 일러스트 레이터, 아동 도서 작가로 가족은 북부 캘리포니아에 살고 있다. 그는 닉, 재스퍼와 데이지라는 세 자녀를 두고 있다. 아들 닉 셰프는 또한 암페타민에 중독에 대한 자신의 이야기를 담은 회고록 Tweak: Growing Up on Methamphetamine을 썼다.
그의 가족은 러시아계 유대인이다.